# Omorphina chrysostigma
Omorphina chrysostigma är en fjärilsart som beskrevs av Rudolf Püngeler 1906. Omorphina chrysostigma ingår i släktet Omorphina och familjen nattflyn. Inga underarter finns listade i Catalogue of Life.